# Sándor Károly (labdarúgó)

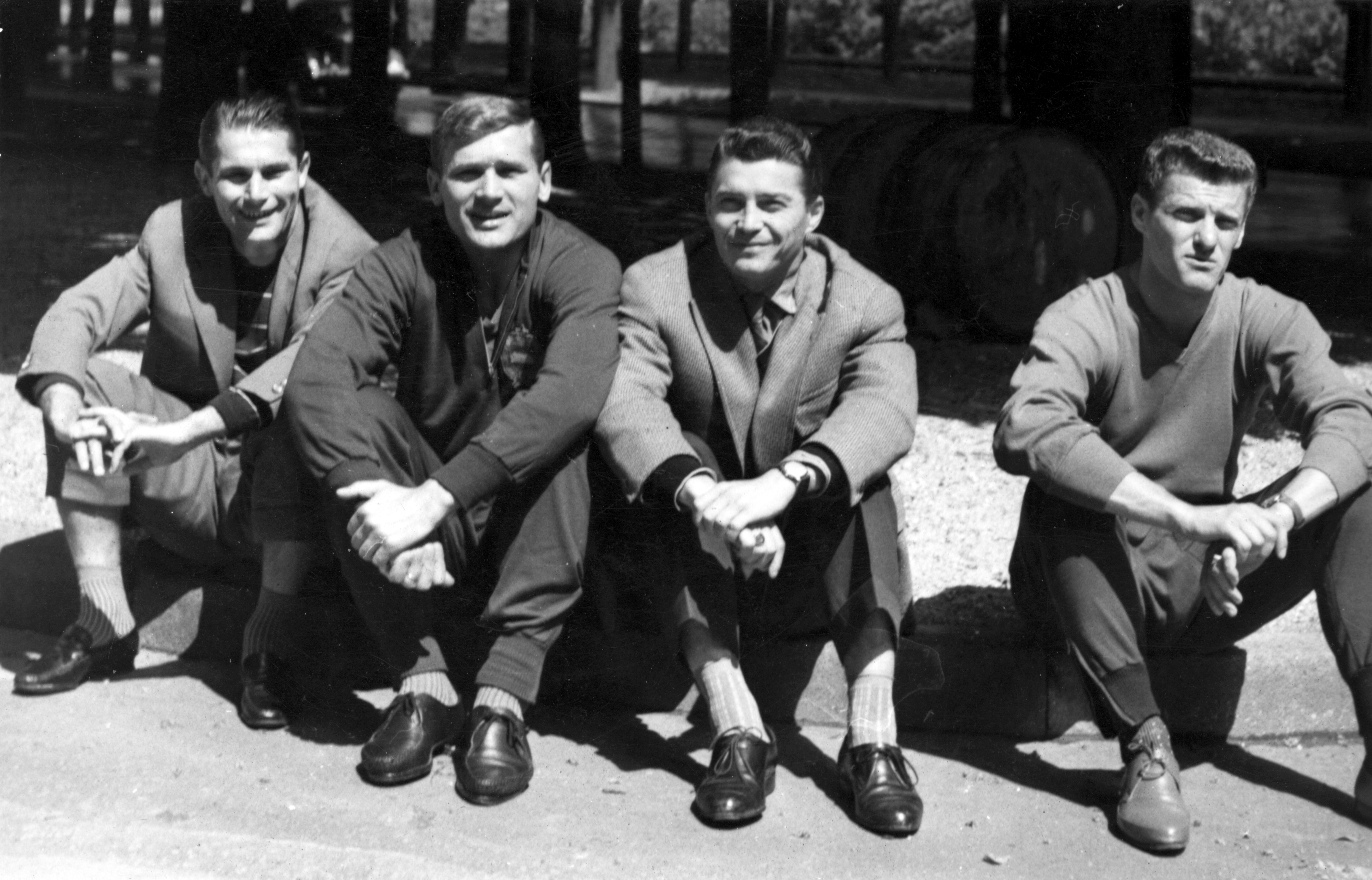
Sándor Károly (bal oldalt) válogatott futballisták társaságában, tőle jobbra Tichy Lajos, Kotász Antal, Sipos Ferenc (1958)

Sándor Károly, Csikar (Szeged, 1928. november 26. – Budapest, 2014. szeptember 10.) labdarúgó, jobbszélső. Gyors felfutásairól és éles szögből elért góljairól emlékezetes.
Az aranycsapat idején Budai volt a vetélytársa a jobbszélső posztján. Sebes Gusztáv a Honvéd szélsőjét favorizálta, aki kiválóan összeszokott Kocsissal. Így lemaradt az 1952-es olimpiai aranyról, nem játszott az évszázad mérkőzésén, csak csere volt, és az 1954-es világbajnokságra sem nevezték, bár kiutazott a csapattal. Becenevét saját bevallása szerint onnan kapta, hogy nem volt olyan labda, amit ne próbált volna megszerezni, kicsikarni. Mások szerint viszont csapattársai labdakérései során kiabált Karcsi-Karcsi alakult Csikarrá.

## Pályafutása

### Klubcsapatban
Szülővárosában, Szegeden a Móravárosi Kinizsiben kezdett focizni. 1947-ben szerződtette az MTK, amelyhez egész pályafutása alatt hű maradt. (A kék fehér klub 1949 és 1956 között háromszor vált nevet: Textilles, Bp. Bástya, Bp. Vörös Lobogó). Háromszoros bajnok a csapattal, az ötvenes években a Honvéddal a kor két legjobb csapata volt. 1964-ben fejezte be pályafutását, amikor az MTK KEK döntőben a megismételt, második mérkőzésen alul maradt a portugál Sportinggal szemben. Összesen 379 bajnoki mérkőzésen 182 gólt ért el. 1955 és 1964 között 21 nemzetközi mérkőzésen szerepelt és 11 egyszer volt eredményes.
„Ne hidd, hogy valaha is haragudtunk egymásra. Sőt, barátok voltunk és vagyunk is. Mind a ketten megszállottjai voltunk a győzelemnek. Mind a ketten nagyon becsültük egymás focitudását. A virtus volt a meghatározó: győzni a másik felett. Tehát, hogy megakadályozzam Sándor Csikart a góllövésben, neki pedig az, hogy túljárjon az eszemen. Ez a vetélkedés nemcsak a játékban, hanem a szövegben is megnyilvánult. Ha nem azon a részen folyt a játék, akkor odalépett és mosolyogva megkérdezte: Te Jenő, van otthon tíz mázsa fám, te egy nagy favágó vagy, nem jönnél el fölvágni?” Persze ilyenkor is mindig készen állt a válaszom: „Karcsi, te tényleg egy lábbal is gyors vagy?”

### A válogatottban
1949 és 1964 között volt 75 alkalommal szerepelt a nemzeti tizenegyben és 27 gólt szerzett. Az ötvenes évek elején többnyire tartalék volt. 1962-től a válogatott csapatkapitánya volt, Grosicstól örökölte a karszalagot. Részt vett az 1958-as svédországi és 1962-es chilei világbajnokságon. Utóbbin a legjobb nyolc között estek ki a későbbi döntős Csehszlovákia ellen, így a csapat 5. lett. Pályafutása utolsó évében még részt vett az Eb-selejtezőkön (akkor: Nemzetek Európa Kupája), de a spanyolországi négyes döntőn már nem lépett pályára.

## Sikerei, díjai

### MTK
- 379 bajnoki mérkőzés (klubrekord)
- 182 gól (Hidegkuti Nándor után a második legtöbb az MTK történetében)
- Magyar bajnok: 1951, 1953, 1957/58
- Magyar Népköztársasági Kupa-győztes: 1952
- Közép-Európai Kupa győztes: 1955, 1963
- KEK döntős: 1964

### Válogatott
- 75-szörös válogatott (klubrekord), 27 gól
- 1962-től a nemzeti válogatott csapatkapitánya
- Világbajnokság: 1958 (10. hely), 1962 (5. hely)

### Civil elismerései
- 1951. A Magyar Népköztársaság kiváló sportolója[2]
- 1954. A Magyar Népköztársaság Érdemes Sportolója[3]
- 1993. A Magyar Köztársasági Érdemrend középkeresztje
- 1998. Magyar Köztársaság elnökének arany emlékérme
- 2001. Az MTK Hungária agárdi labdarúgó akadémiájának névadója
- 2010. Hegyvidék díszpolgára (2019)[4]
- 2014. MOB Fair Play-díj, életmű kategória

## Statisztika

### Mérkőzései a válogatottban
| Magyarország | Magyarország         | Magyarország                          | Magyarország  | Magyarország | Magyarország  | Magyarország   | Magyarország | Magyarország |
| #            | Dátum                | Helyszín                              | Hazai         | Eredmény     | Vendég        | Kiírás         | Gólok        | Esemény      |
| ------------ | -------------------- | ------------------------------------- | ------------- | ------------ | ------------- | -------------- | ------------ | ------------ |
| 1.           | 1949. április 10.    | Prága                                 | Csehszlovákia | 5 – 2        | Magyarország  | Európa-kupa    | -            |              |
| 2.           | 1950. június 4.      | Varsó                                 | Lengyelország | 2 – 5        | Magyarország  | barátságos     | -            |              |
| 3.           | 1950. október 29.    | Budapest, Megyeri úti stadion         | Magyarország  | 4 – 3        | Ausztria      | barátságos     | -            |              |
| 4.           | 1950. november 12.   | Szófia, Narodna Armija-stadion        | Bulgária      | 1 – 1        | Magyarország  | barátságos     | -            |              |
| 5.           | 1951. május 27.      | Budapest, Megyeri úti stadion         | Magyarország  | 6 – 0        | Lengyelország | barátságos     | 1            | 37'          |
| 6.           | 1951. október 14.    | Vitkovice                             | Csehszlovákia | 1 – 2        | Magyarország  | barátságos     | -            |              |
| 7.           | 1951. november 18.   | Budapest, Megyeri úti stadion         | Magyarország  | 8 – 0        | Finnország    | barátságos     | -            |              |
| 8.           | 1952. május 18.      | Budapest, Üllői úti stadion           | Magyarország  | 5 – 0        | NDK           | barátságos     | 1            | 84'          |
| 9.           | 1953. július 5.      | Stockholm, Råsunda Stadion            | Svédország    | 2 – 4        | Magyarország  | barátságos     | -            | 46'          |
| 10.          | 1954. február 12.    | Kairó                                 | Egyiptom      | 0 – 3        | Magyarország  | barátságos     | -            | 46'          |
| 11.          | 1954. október 10.    | Budapest, Népstadion                  | Magyarország  | 3 – 0        | Svájc         | barátságos     | -            |              |
| 12.          | 1954. október 24.    | Budapest, Népstadion                  | Magyarország  | 4 – 1        | Csehszlovákia | barátságos     | 1            | 53'          |
| 13.          | 1954. november 14.   | Budapest, Népstadion                  | Magyarország  | 4 – 1        | Ausztria      | barátságos     | 1            | 81'          |
| 14.          | 1954. december 8.    | Glasgow, Hampden Park                 | Skócia        | 2 – 4        | Magyarország  | barátságos     | 1            | 43'          |
| 15.          | 1955. április 24.    | Bécs, Práter-stadion                  | Ausztria      | 2 – 2        | Magyarország  | Európa-kupa    | -            |              |
| 16.          | 1955. május 11.      | Stockholm, Råsunda Stadion            | Svédország    | 3 – 7        | Magyarország  | barátságos     | -            |              |
| 17.          | 1955. május 15.      | Koppenhága, Boldklub-pálya            | Dánia         | 0 – 6        | Magyarország  | barátságos     | 3            | 31' 69' 87'  |
| 18.          | 1955. május 29.      | Budapest, Népstadion                  | Magyarország  | 3 – 1        | Skócia        | barátságos     | -            | 44'          |
| 19.          | 1956. szeptember 16. | Belgrád, JNA-stadion                  | Jugoszlávia   | 1 – 3        | Magyarország  | Európa-kupa    | -            |              |
| 20.          | 1956. szeptember 23. | Moszkva, Lenin-stadion                | Szovjetunió   | 0 – 1        | Magyarország  | barátságos     | -            |              |
| 21.          | 1956. október 7.     | Párizs, Colombes Stadion              | Franciaország | 1 – 2        | Magyarország  | barátságos     | -            |              |
| 22.          | 1956. október 14.    | Bécs, Práter-stadion                  | Ausztria      | 0 – 2        | Magyarország  | barátságos     | 1            | 65'          |
| 23.          | 1957. június 12.     | Oslo, Ullevaal Stadion                | Norvégia      | 2 – 1        | Magyarország  | vb-selejtező   | -            |              |
| 24.          | 1957. szeptember 15. | Szófia, Levszki-stadion               | Bulgária      | 1 – 2        | Magyarország  | vb-selejtező   | -            |              |
| 25.          | 1957. szeptember 23. | Budapest, Népstadion                  | Magyarország  | 1 – 2        | Szovjetunió   | barátságos     | -            |              |
| 26.          | 1957. október 6.     | Budapest, Népstadion                  | Magyarország  | 2 – 0        | Franciaország | barátságos     | -            |              |
| 27.          | 1957. november 10.   | Budapest, Népstadion                  | Magyarország  | 5 – 0        | Norvégia      | vb-selejtező   | 1            | 12'          |
| 28.          | 1957. december 22.   | Hannover, Niedersachsenstadion        | NSZK          | 1 – 0        | Magyarország  | barátságos     | -            |              |
| 29.          | 1958. április 20.    | Budapest, Népstadion                  | Magyarország  | 2 – 0        | Jugoszlávia   | barátságos     | 1            | 15'          |
| 30.          | 1958. június 8.      | Sandviken, Jernvallen (SWE)           | Magyarország  | 1 – 1        | Wales         | vb-csoportkör  | -            |              |
| 31.          | 1958. június 12.     | Stockholm, Råsunda Stadion            | Svédország    | 2 – 1        | Magyarország  | vb-csoportkör  | -            |              |
| 32.          | 1958. június 15.     | Sandviken, Jernvallen (SWE)           | Magyarország  | 4 – 0        | Mexikó        | vb-csoportkör  | 1            | 54'          |
| 33.          | 1958. október 5.     | Zágráb, Makszimir-stadion             | Jugoszlávia   | 4 – 4        | Magyarország  | barátságos     | 3            | 15' 71' 79'  |
| 34.          | 1958. október 26.    | Bukarest, Augusztus 23. Stadion       | Románia       | 1 – 2        | Magyarország  | barátságos     | -            | 46'          |
| 35.          | 1958. november 23.   | Budapest, Népstadion                  | Magyarország  | 3 – 1        | Belgium       | barátságos     | -            |              |
| 36.          | 1959. április 19.    | Budapest, Népstadion                  | Magyarország  | 4 – 0        | Jugoszlávia   | barátságos     | 1            | 37'          |
| 37.          | 1959. június 28.     | Budapest, Népstadion                  | Magyarország  | 3 – 2        | Svédország    | barátságos     | 1            | 3' 73'       |
| 38.          | 1959. szeptember 27. | Budapest, Népstadion                  | Magyarország  | 0 – 1        | Szovjetunió   | NEK-selejtező  | -            |              |
| 39.          | 1959. október 11.    | Belgrád, JNA-stadion                  | Jugoszlávia   | 2 – 4        | Magyarország  | barátságos     | -            |              |
| 40.          | 1959. október 25.    | Budapest, Népstadion                  | Magyarország  | 8 – 0        | Svájc         | Európa-kupa    | 1            | 22'          |
| 41.          | 1959. november 8.    | Budapest, Népstadion                  | Magyarország  | 4 – 3        | NSZK          | barátságos     | 1            | 48'          |
| 42.          | 1959. november 29.   | Firenze, Stadio Comunale              | Olaszország   | 1 – 1        | Magyarország  | Európa-kupa    | -            |              |
| 43.          | 1960. május 22.      | Budapest, Népstadion                  | Magyarország  | 2 – 0        | Anglia        | barátságos     | -            |              |
| 44.          | 1960. június 5.      | Budapest, Népstadion                  | Magyarország  | 3 – 3        | Skócia        | barátságos     | 1            | 20'          |
| 45.          | 1960. október 9.     | Budapest, Népstadion                  | Magyarország  | 1 – 1        | Jugoszlávia   | barátságos     | -            |              |
| 46.          | 1960. október 30.    | Brüsszel, Heysel-stadion              | Belgium       | 2 – 1        | Magyarország  | barátságos     | -            |              |
| 47.          | 1960. november 13.   | Budapest, Népstadion                  | Magyarország  | 4 – 1        | Lengyelország | barátságos     | 1            | 65'          |
| 48.          | 1960. november 20.   | Budapest, Népstadion                  | Magyarország  | 2 – 0        | Ausztria      | barátságos     | -            |              |
| 49.          | 1961. február 17.    | Kairó, Olimpiai Stadion               | Egyiptom      | 0 – 2        | Magyarország  | barátságos     | -            |              |
| 50.          | 1961. április 16.    | Budapest, Megyer úti Stadion          | Magyarország  | 2 – 0        | NDK           | vb-selejtező   | -            |              |
| 51.          | 1961. április 30.    | Rotterdam, Feijenoord Stadion         | Hollandia     | 0 – 3        | Magyarország  | vb-selejtező   | 1            | 23'          |
| 52.          | 1961. május 7.       | Belgrád, JNA-stadion                  | Jugoszlávia   | 2 – 4        | Magyarország  | barátságos     | -            |              |
| 53.          | 1961. május 28.      | Budapest, Népstadion                  | Magyarország  | 3 – 2        | Wales         | barátságos     | -            |              |
| 54.          | 1961. június 11.     | Budapest, Népstadion                  | Magyarország  | 1 – 2        | Ausztria      | barátságos     | -            |              |
| 55.          | 1961. szeptember 10. | Berlin, Walter Ulbricht Stadion       | NDK           | 2 – 3        | Magyarország  | vb-selejtező   | 1            | 76'          |
| 56.          | 1961. október 8.     | Bécs, Práter-stadion                  | Ausztria      | 2 – 1        | Magyarország  | barátságos     | -            |              |
| 57.          | 1961. október 22.    | Budapest, Népstadion                  | Magyarország  | 3 – 3        | Hollandia     | vb-selejtező   | -            |              |
| 58.          | 1962. április 29.    | Budapest, Népstadion                  | Magyarország  | 2 – 1        | Törökország   | barátságos     | -            | 62'          |
| 59.          | 1962. május 31.      | Rancagua, Estadio El Teniente (CHI)   | Magyarország  | 2 – 1        | Anglia        | vb-csoportkör  | -            |              |
| 60.          | 1962. június 3.      | Rancagua, Estadio El Teniente (CHI)   | Magyarország  | 6 – 1        | Bulgária      | vb-csoportkör  | -            |              |
| 61.          | 1962. június 10.     | Rancagua, Estadio El Teniente (CHI)   | Magyarország  | 0 – 1        | Csehszlovákia | vb-negyeddöntő | -            |              |
| 62.          | 1962. június 24.     | Bécs, Práter-stadion                  | Ausztria      | 1 – 2        | Magyarország  | barátságos     | -            | 51'          |
| 63.          | 1962. október 28.    | Budapest, Népstadion                  | Magyarország  | 2 – 0        | Ausztria      | barátságos     | 1            | 90'          |
| 64.          | 1962. november 7.    | Budapest, Népstadion                  | Magyarország  | 3 – 1        | Wales         | NEK-selejtező  | 1            | 48'          |
| 65.          | 1962. november 11.   | Párizs, Colombes Stadion              | Franciaország | 2 – 3        | Magyarország  | barátságos     | -            |              |
| 66.          | 1963. március 20.    | Cardiff, Ninian Park                  | Wales         | 1 – 1        | Magyarország  | NEK-selejtező  | -            |              |
| 67.          | 1963. május 5.       | Stockholm, Råsunda Stadion            | Svédország    | 2 – 1        | Magyarország  | barátságos     | -            |              |
| 68.          | 1963. május 19.      | Budapest, Népstadion                  | Magyarország  | 6 – 0        | Dánia         | barátságos     | -            |              |
| 69.          | 1963. szeptember 21. | Moszkva, Lenin-stadion                | Szovjetunió   | 1 – 1        | Magyarország  | barátságos     | -            |              |
| 70.          | 1963. október 6.     | Belgrád, JNA-stadion                  | Jugoszlávia   | 2 – 0        | Magyarország  | barátságos     | -            | 62'          |
| 71.          | 1963. október 19.    | Kelet-Berlin, Walter Ulbricht Stadion | NDK           | 1 – 2        | Magyarország  | NEK-selejtező  | -            |              |
| 72.          | 1963. október 27.    | Budapest, Népstadion                  | Magyarország  | 2 – 1        | Ausztria      | barátságos     | 1            | 29'          |
| 73.          | 1963. november 3.    | Budapest, Népstadion                  | Magyarország  | 3 – 3        | NDK           | NEK-selejtező  | 1            | 17'          |
| 74.          | 1964. május 23.      | Budapest, Népstadion                  | Magyarország  | 2 – 1        | Franciaország | NEK-selejtező  | -            |              |
| 75.          | 1964. október 11.    | Budapest, Népstadion                  | Magyarország  | 2 – 2        | Csehszlovákia | barátságos     | -            |              |
|              | Összesen             |                                       |               | 75           | mérkőzés      |                | 27           | gól          |

## Emlékezete
- Róla nevezték el Agárdon a Sándor Károly Labdarúgó Akadémiát, ahol szobra is áll.[5]
- 2017 júniusában avatták fel a síremlékét a Farkasréti temetőben.